# ボブ・ドール (バスケットボール)

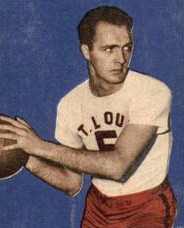
1948年

ボブ・ドールまたはロバート・W・ドール（英語: Bob Doll/Robert W. Doll、1919年8月10日 - 1959年9月7日）は、アメリカ合衆国のバスケットボール選手。
セントルイス・ボンバーズやボストン・セルティックスで活躍した。　　

## 死去
行方不明となり、捜索願いが提出され、その5日後コロラド州ロッキー山脈ラビット・イヤーズ・パスで射殺された状態で発見された。遺体の側には45口径の拳銃が発見され、死因は自殺と判断された。検視官は、レイバー・デーの週末に死亡した可能性が高いと判断した。